# Time ball

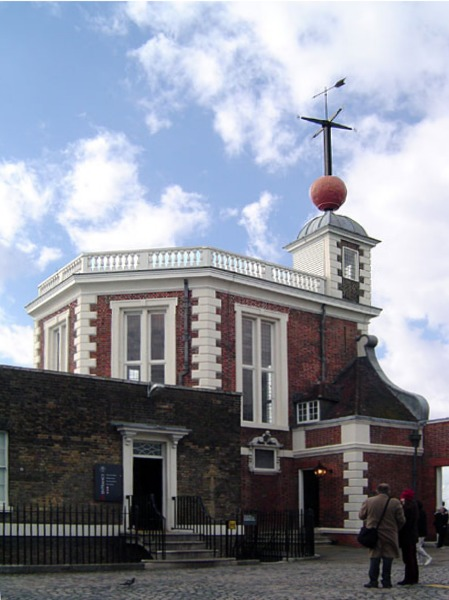
La time ball all'Osservatorio di Greenwich, Londra, è mostrata in alto a destra nell'immagine.

Una time ball (tradotta in italiano come palla oraria o palla del tempo) è un dispositivo obsoleto di segnalazione dell'orario. Consiste di una grande palla colorata di legno o metallo vincolata ad un'asta verticale, che viene posta in movimento ad un orario predeterminato, originariamente per permettere ai naviganti di verificare i propri cronometri marini dalle navi al largo. Un'accurata indicazione dell'orario è stata infatti per lungo tempo l'unico strumento per determinare la longitudine in alto mare. Anche se l'uso delle time ball è stato rimpiazzato da segnali orari elettronici, alcune di esse sono rimaste operative come attrazioni turistiche.

## Storia
Le stazioni che manovravano la time ball regolavano i propri orologi rilevando il transito del Sole e delle stelle sul meridiano locale. Inizialmente, quindi, erano poste in un osservatorio astronomico oppure erano dotate di un orologio molto preciso, regolato manualmente sull'orario fornito dall'osservatorio stesso. Dopo l'introduzione del telegrafo, attorno al 1850, le time ball poterono essere poste anche a distanza dalla fonte dell'informazione oraria e operate da remoto.
La prima time ball fu costruita nel 1829 a Portsmouth in Inghilterra, ideata da Robert Wauchope, allora capitano della Royal Navy. L'esempio fu seguito nei maggiori porti del Regno Unito (tra i quali Liverpool) e nel resto del mondo. Nel 1833 ne fu installata una anche all'Osservatorio di Greenwich dall'astronomo reale John Pond e da allora ha funzionato con regolarità, segnando con il suo moto le 13:00. Wauchope mostrò il suo progetto agli ambasciatori americano e francese in Inghilterra. Quando nel 1845 fu fondato lo United States Naval Observatory a Washington, fu dotato della prima time ball in suolo statunitense.
Le time ball di solito sono attivate per segnare le 13:00, sebbene negli Stati Uniti siano state utilizzare per segnalare il mezzodì. Il codice di comunicazione prevedeva che fossero portate a metà dell'asta circa cinque minuti prima delle 13:00 per avvisare le navi che a breve sarebbe stata comunicata l'ora. Due o tre minuti dopo erano spostate alla sommità dell'asta e poi lasciate cadere quando l'orologio della stazione segnava l'ora esatta.
Con l'avvento dei segnali orari radio (in Gran Bretagna dal 1924) le time ball divennero gradualmente obsolete e molte vennero demolite negli anni venti.

## La Lyttelton Timeball Station
A Lyttelton in Nuova Zelanda è stata operativa la Lyttelton Timeball Station - la terza del paese - dal 1876 al 2010, quando la stazione è stata danneggiata dal terremoto di Christchurch. Ulteriori danni furono provocati da un secondo forte terremoto che colpì l'area l'anno seguente. Nel marzo del 2011 fu quindi deciso di smantellare la torre perché pericolante, ma l'attuazione del piano fu preceduta da un terzo terremoto nel giugno dello stesso anno, che ha condotto al crollo della torre. Nel novembre del 2012 è stata elargita una generosa donazione per finanziare la ricostruzione della torre e il ripristino della palla, mentre la comunità locale si è impegnata a ricostruire il resto della stazione.

## Times Square
Una versione moderna della time ball è in uso dal 1908 a Times Square, a New York, per la celebrazione del capodanno, quando una palla luminosa di cristallo è calata, sulla sommità del One Times Square, per segnalare la mezzanotte e l'inizio del nuovo anno. A differenza delle classiche time ball, dove è l'inizio della discesa a segnalare l'ora, la palla completa il suo moto (che dura un minuto) raggiungendo la base del palo esattamente a mezzanotte. Nel 1988 gli organizzatori dell'evento aggiunsero un secondo intercalare estendendo la discesa a 61 secondi, anche se in realtà i secondi intercalari sono aggiunti a livello mondiale alla mezzanotte UTC, che è cinque ore prima della mezzanotte nel fuso orario di New York.

## Nel mondo
Oggi ci sono più di sessanta time ball nel mondo, anche se molte non sono più operative. Le stazioni esistenti includono quelle di:
- Deal Timeball, Deal, Kent
- The Old Windmill, Brisbane, Queensland
- Fremantle, Australia Occidentale
- Danzica, Polonia (la time ball fu installata nel 1876, spostata al faro di Danzica nel 1894 e rimossa nel 1929; nel 2008 è stata ricostruita dai progetti originali)[5]
- Osservatorio di Greenwich
- Torre dell'orologio di Brighton, East Sussex (inizialmente azionata ogni ora, poi fermata perché troppo rumorosa)
- Nelson Monument a Calton Hill, Edimburgo
- Point Gellibrand, Victoria
- Sydney Observatory, Australia
- Victoria & Alfred Waterfront, Città del Capo
- United States Naval Observatory
- Titanic Memorial, New York
- Citadelle de Québec, Québec
- Semaphore, Australia Meridionale

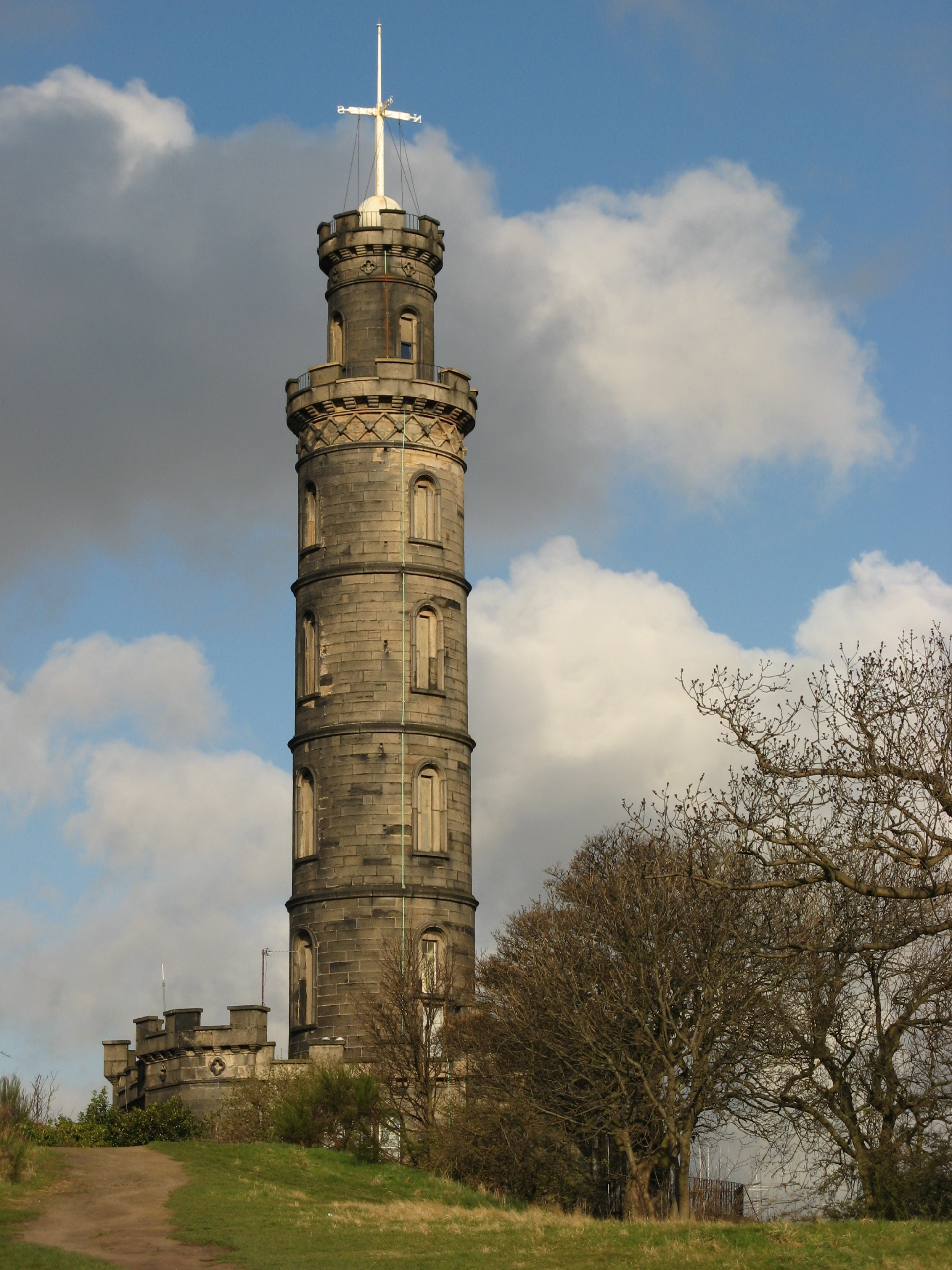
The Nelson Monument, Edimburgo, UK
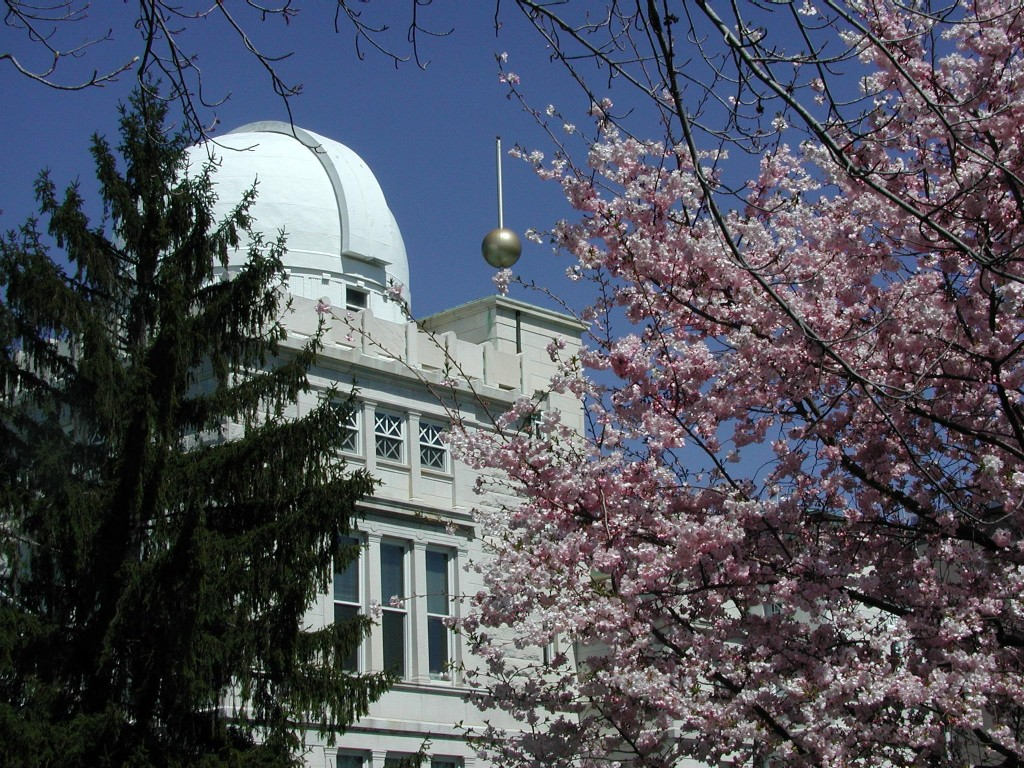
United States Naval Observatory, Washington, D.C., US
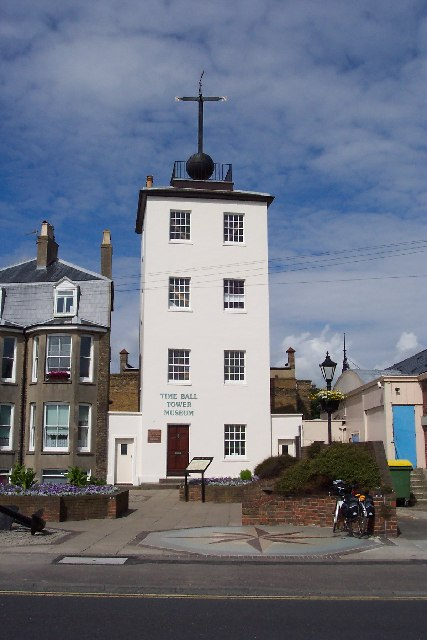
Deal Timeball, Deal, Kent, UK
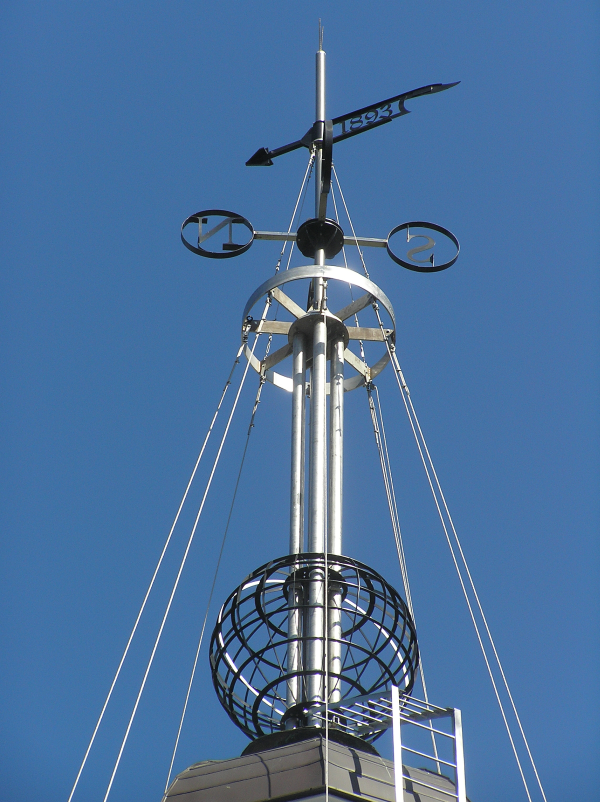
Danzica, Polonia
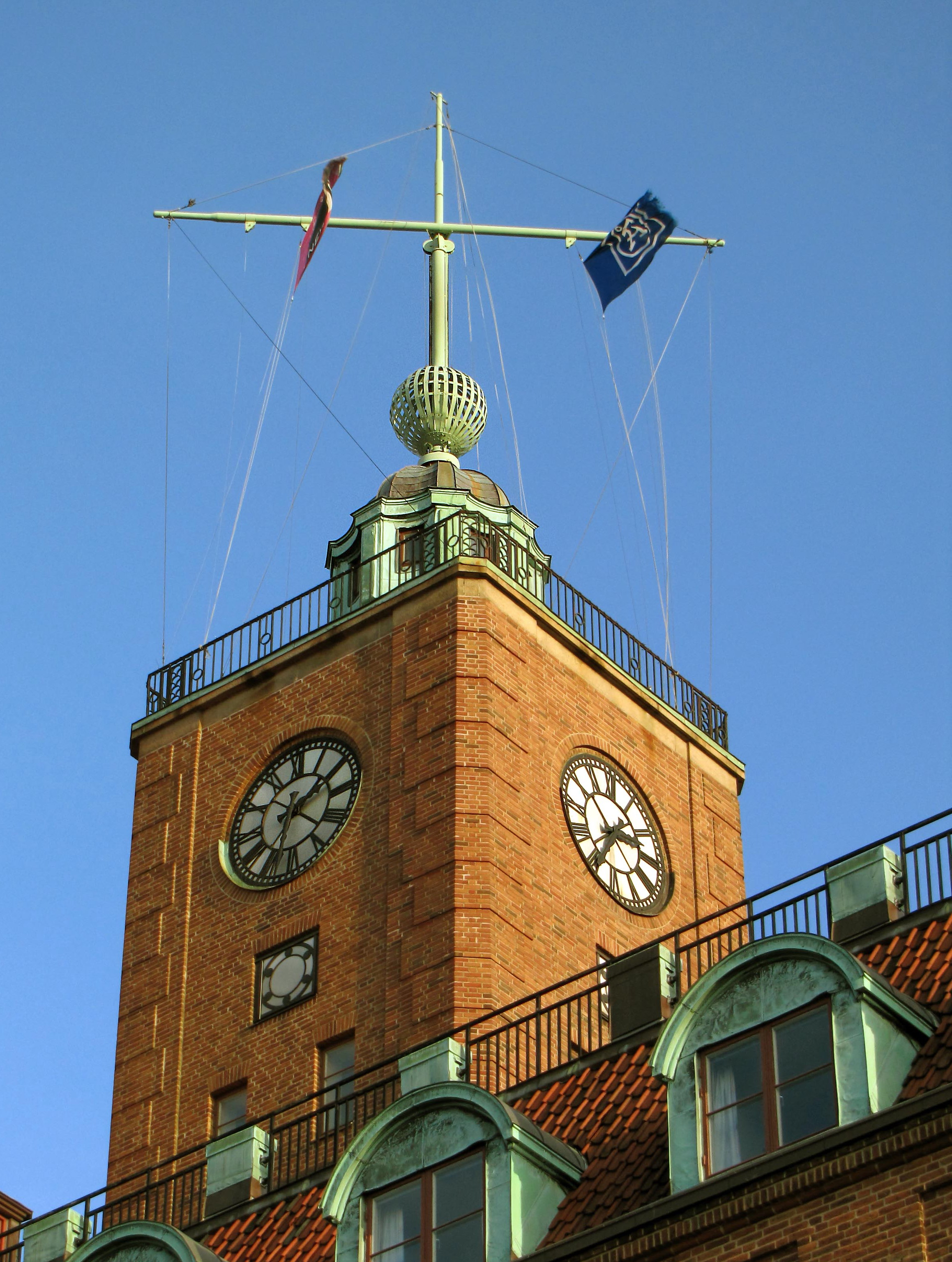
Göteborg, Svezia
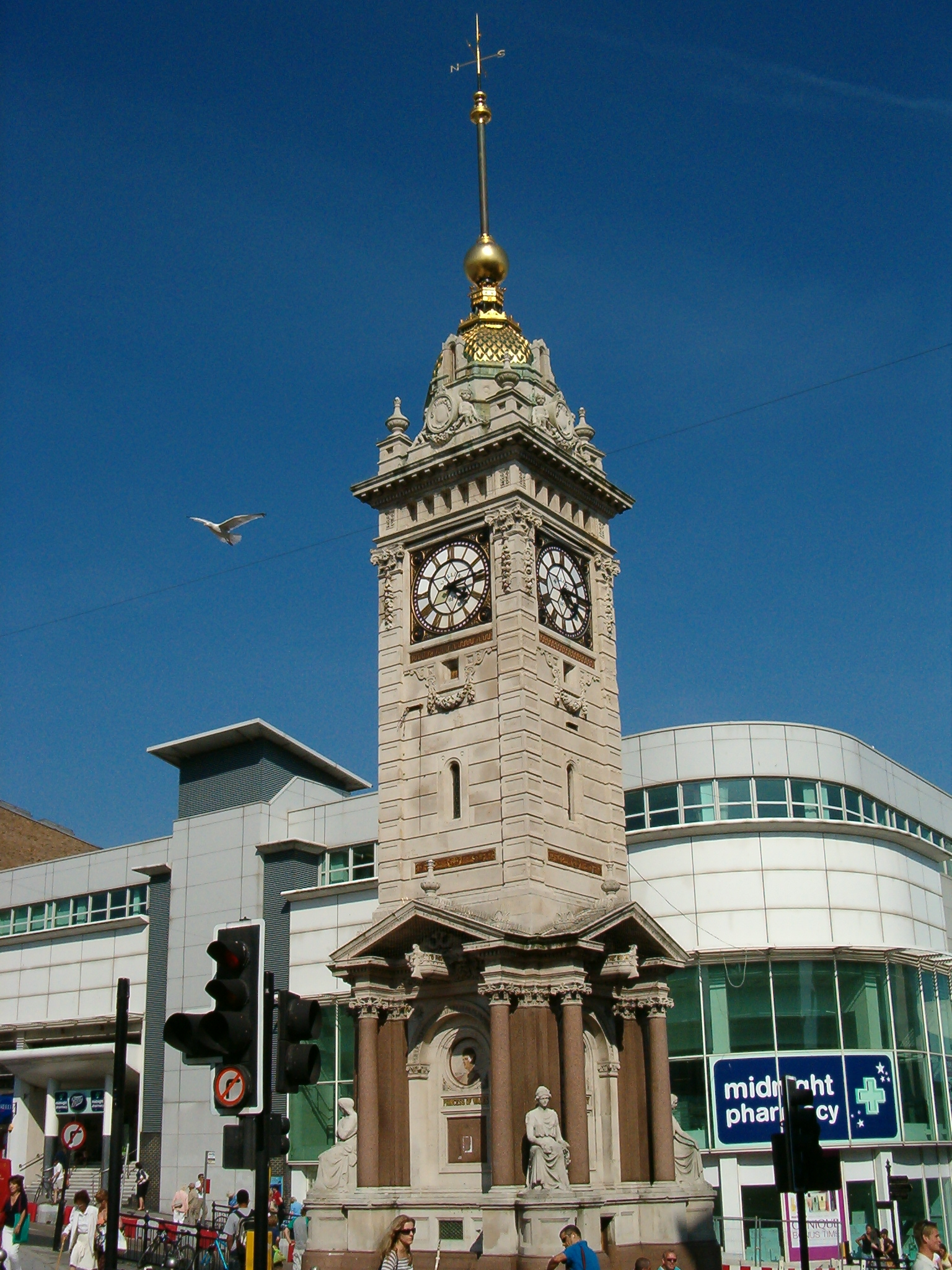
Clock Tower, Brighton, UK